# Municipio di Weimar

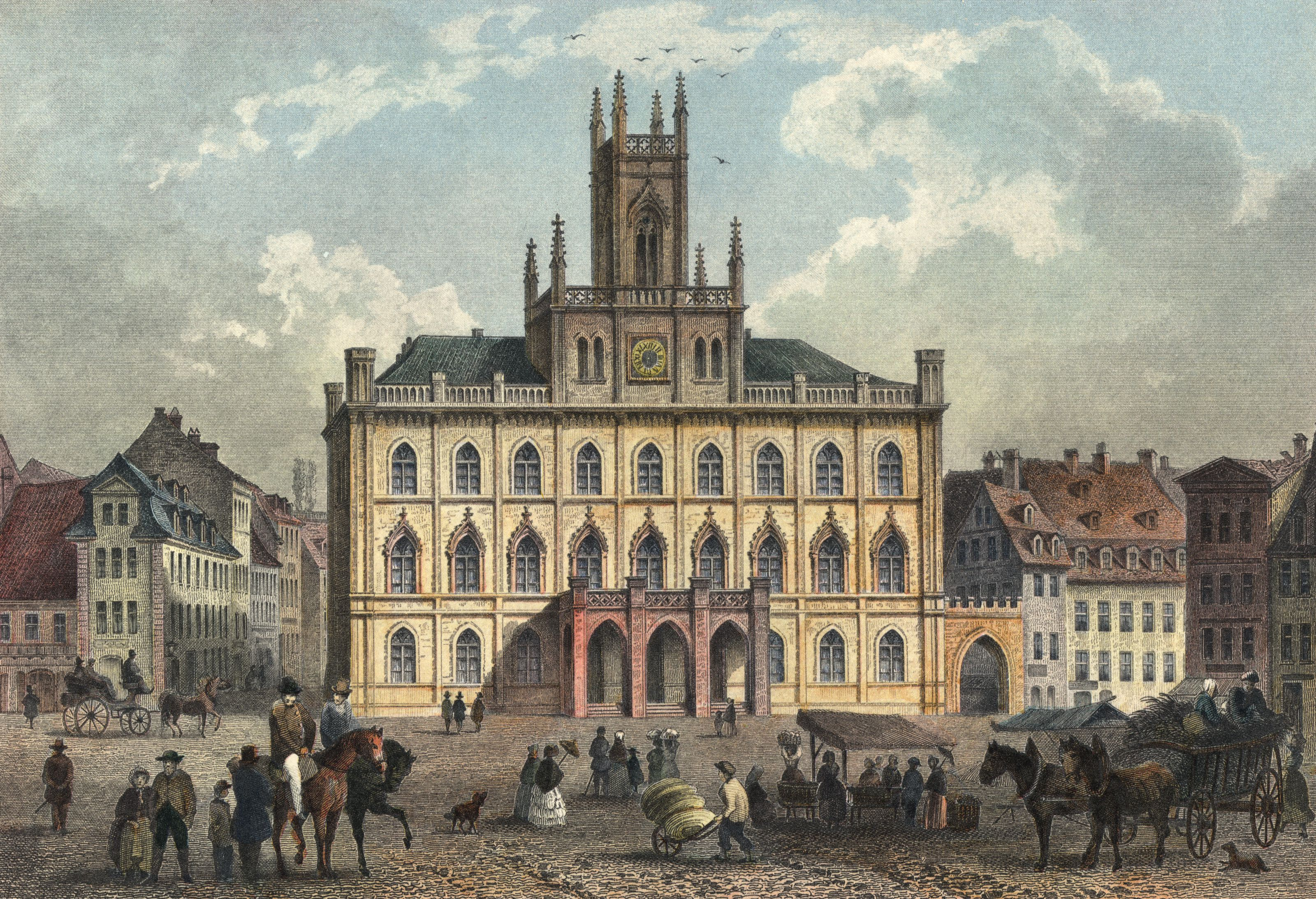
Municipio di Weimar, intorno al 1850

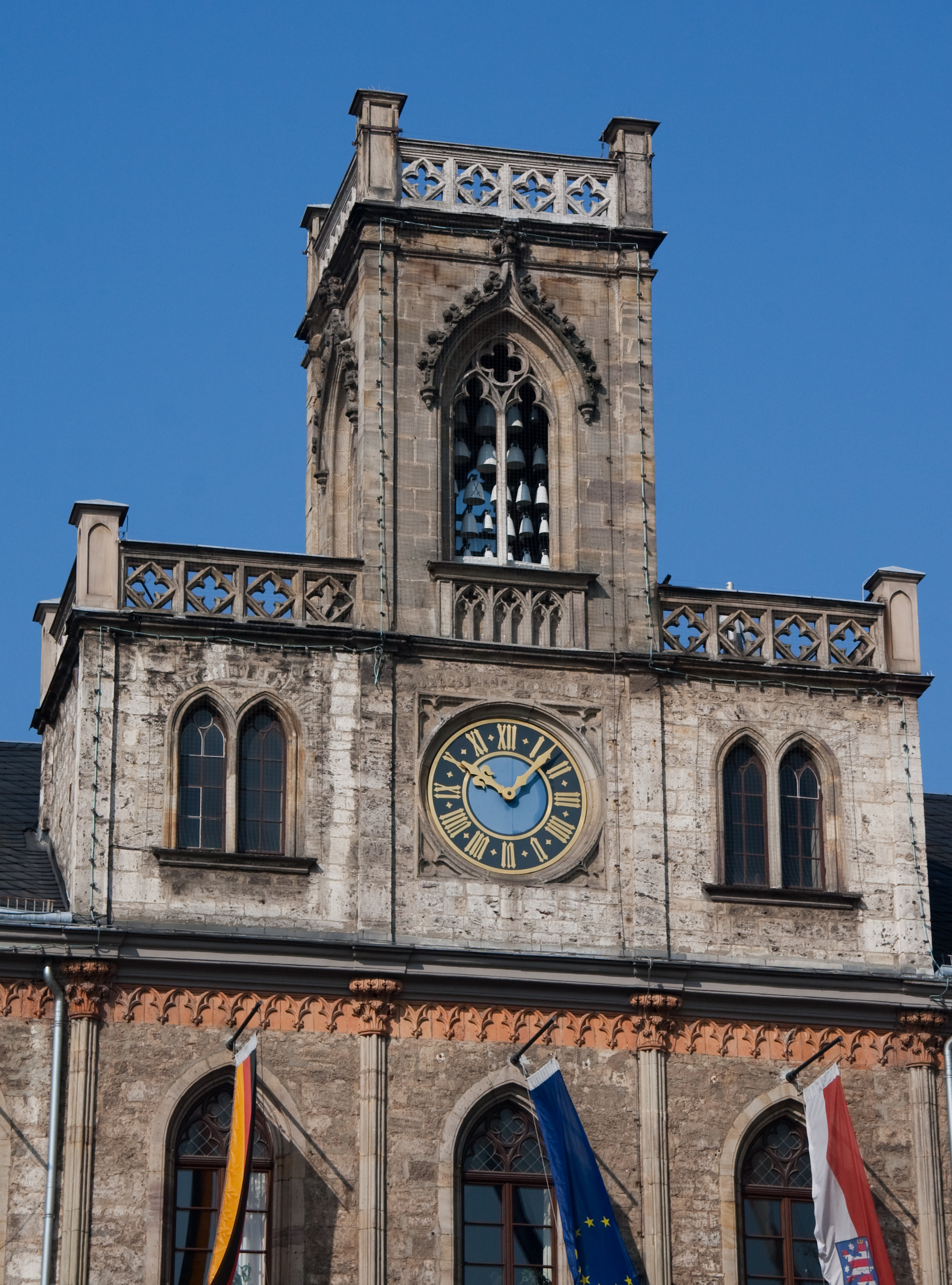
La torre del municipio con carillon e un grande orologio da torre

Il municipio di Weimar (Weimarer Rathaus) si trova nel centro di Weimar sul lato ovest della piazza del Mercato che misura 60 metri per 60. L'edificio, a tre piani, in stile neogotico, con balcone e campanile, è uno dei punti di riferimento della città.

## Storia
Il primo municipio in questa posizione era già menzionato nel 1396. Tuttavia, questo venne distrutto dal grande incendio della città del 1424. Nel 1431 fu ricostruito e poi modificato, nel 1560/83, in stile rinascimentale. L'edificio era nell'angolo nord del lato ovest della piazza del mercato. Lo stemma cittadino e due portali in pietra di questo edificio sono stati conservati. Questi si trovano all'interno del municipio di oggi e uno reca la scritta: „HAT IMANT EIN AMBT, DAS WARTE ER MIT VLEIS“ und die Anmerkung „VOLBRACHT WORDEN ANNO 1583 IST DIESER BAW“.
A quel tempo Jacob Schröter era sindaco di Weimar, era stato responsabile delle fortune della città per 41 anni e aveva costruito la sua casa sul mercato (in seguito conosciuta come Hofapotheke). Intorno al 1590 Schröter fu anche il promotore della costruzione di una fontana sul mercato. L'edificio del municipio del 1583, che Carlo Augusto, Goethe e Schiller conoscevano, adornava la piazza del mercato fino al 1837. Il 30 novembre 1837 l'edificio andò a fuoco. 
L'edificio del terzo municipio di oggi risale al 1841 ed è stato costruito in stile neogotico basato sul municipio di Hofer. Heinrich Hess (1794–1865), allora granduca di Sassonia-Weimar, consigliò il progetto per il nuovo edificio a tre piani e una torre centrale a più livelli, nonché un portico con balcone al piano superiore. Dell'edificio bruciato rimasero solo lo stemma della città e due portali in pietra, che furono integrati nel municipio di oggi. Una vecchia iscrizione al piano superiore testimonia l'anno di inaugurazione del 1583 dell'edificio precedente. Nonostante la sua storia, il municipio è uno degli edifici più recenti sulla piazza del mercato di Weimar. Un passaggio sotterraneo conduce alla Weimarer Stadthaus di fronte. 
Nel vestibolo del municipio si trova la scultura "Dea della primavera", creata dallo scultore di corte Martin Gottlieb Klauer, che nel 1774 creò anche la scultura del dio del mare della fontana di Nettuno di fronte alla farmacia nella piazza del mercato. 
Nel 1921, il fonditore di campane Heinrich Ulrich, che viveva a Weimar e lavorava ad Apolda, due anni dopo aver fuso la campana Peters da 24.000 chilogrammi della Cattedrale di Colonia, creò la campana del municipio di Weimar, che fu fusa per recuperare il metallo a scopi bellici durante la seconda guerra mondiale.
Il 30 aprile 1987 nella torre del municipio è stato inserito un gioco di campane di  Porcellana di Meissen, in precedenza sito nel giardini d'inverno di Weimar dal 1929. Il suono delle 35 campane si sente quattro volte al giorno sulla piazza del mercato (alle 10, 12, 15 e 17, e da metà giugno a novembre anche alle 18) e suona, ad esempio, la melodia „Sah ein Knab’ ein Röslein steh’n“. Le campane, sensibili al freddo, non vengono suonate durante l'inverno. Per l'annuale mercatino di Natale di dicembre, il lato est del municipio, con le sue 24 finestre, si trasforma in un enorme calendario dell'Avvento illuminato a festa, su cui Babbo Natale e i bambini aprono una finestra ogni giorno.

## Uso corrente
Il sindaco ha i suoi uffici  nel municipio, che oltre all'amministrazione comunale ospita l'archivio della città, archivio che conserva tutti i documenti relativi alla storia locale. Il documento più antico risale al 1307. Qui si trova anche la sala per i matrimoni.